# Pattabhi Jois
Pour les articles homonymes, voir Jois.
Sri Krishna Pattabhi Jois (kannada : ಶ್ರೀ ಕೃಷ್ಣ ಪಟ್ಟಾಭಿ ಜೋಯೀಸರು) (26 juillet 1915 - 18 mai 2009 ) était un Indien, enseignant le yoga. Il fut un élève de Tirumalai Krishnamacharya, et a enseigné le style de yoga Ashtanga dans son école, le Ashtanga Yoga Research Institute, à Mysore, en Inde. À travers ses élèves, il introduisit cette forme de yoga en Occident dans les années 1960, où elle connut une réelle popularité, notamment aux États-Unis sous le nom de Power Yoga.
Pattabhi Jois a abusé sexuellement certain.e.s de ses élèves de yoga en les touchant de manière inappropriée lors des ajustements,,. Sharath Jois a présenté des excuses publiques pour les "ajustements inappropriés" de son grand-père.

## Biographie
Pattabhi Jois est né le 26 juillet 1915 (jour de Guru Purnima (en)) dans le village de Kowshika, près de Hassan, Karnataka, Inde du Sud.
Le père de Jois a été astrologue, prêtre, et propriétaire terrien. Dès l'âge de 5 ans, il a été instruit en sanskrit et a appris les rituels par son père, à l'instar de tous les garçons de la caste des brahmanes. Personne de sa famille n'avait appris le yoga ou ne s'y était même intéressé.
En 1927, à l'âge de 12 ans, Jois assiste à une conférence et manifestation au Jubilee Hall de Hassan par Tirumalai Krishnamacharya. Il devient son élève, dès le lendemain,. Pendant deux ans, Jois reste à Kowshika et pratique avec Krishnamacharya tous les jours. Jois n'a jamais dit à sa famille qu'il pratiquait le yoga. Il se levait tôt, se rendait à sa pratique et puis allait à l'école.
En 1930, Jois s'enfuit de la maison de Mysore pour aller étudier le sanskrit, avec 2 roupies en poche. Vers la même époque Krishnamacharya quitte Hassan pour aller enseigner ailleurs. Deux ans plus tard, Jois et Krishnamacharya, sont de nouveau réunis à Mysore, ville dans laquelle Krishnamacharya avait également fait du chemin. Pendant ce temps, le Maharaja de Mysore, Krishna Rajendra Wodeyar, était gravement malade et on raconte que Krishnamacharya parvint à le guérir grâce au yoga, réussissant là où d'autres avaient échoué. Le Maharaja devient le protecteur de Krisnamacharya et créa pour lui une Yoga Shala, dans l'enceinte du Palais. Jois accompagnait souvent Krishnamacharya lors de démonstrations. Krishnamacharya demeura à Mysore avec Jois jusqu'en 1941, date de la mort du Maharaja, puis il partit pour Madras.
Jois resta à Mysore et épousa une jeune femme du nom de Savitramma (mais qui est plus connue sous le nom de Amma), lors de la pleine lune de juin 1937. Il était alors âgé de 21 ans. En 1948, avec l'aide des étudiants de Jois, ils achetèrent une maison dans le quartier de la ville appelée Lakshmipuram, où ils vécurent avec leurs enfants Saraswathi, Manju et Ramesh.
Il occupa un poste d'enseignant de yoga au Sanskrit College du Maharaja de 1937 à 1973, devenant vidwan (professeur) en 1956, et professeur honoraire au Collège de médecine du Gouvernement indien de 1976 à 1978. En 1973, il quitta le Sanskrit College pour se consacrer pleinement à l'enseignement du yoga dans sa Shala. Il étudia les textes tels que le Yoga-sûtra de Patañjali Darshana, la Hatha yoga pradipika, la Suta Samhita, le Yoga Yajnavalkya et les Upanishads, et, en 1948, il crée l'Institut de recherche sur l'Ashtanga Yoga à son nouveau domicile dans Lakshmipuram.
En 1964, un Belge nommé André Van Lysebeth (1919-2004) passa deux mois avec Jois, apprenant le niveau primaire et intermédiaire des asanas de l'Ashtanga Yoga. Peu de temps après, van Lysebeth écrivit un livre intitulé J'apprends le yoga (1967, titre anglais : Yoga autodidacte) qui parlait de Jois et mentionnait son adresse. Ce fut le début de la venue des occidentaux à Mysore dans le but d'étudier le yoga. Aujourd'hui, nombre de ses élèves occidentaux continuent de diffuser son enseignement à travers l'Europe et le monde entier (comme par exemple, Petri Räisänen et Kino Mac Gregor lors d'ateliers internationaux).
Parmi ses étudiants il y eut notamment Madonna, Sting et Gwyneth Paltrow. Tous ses étudiants, y compris les célébrités et son petit-fils, recevaient la même formation. 
Son premier voyage en Occident en 1974 fut pour se rendre en Amérique du Sud, afin de prononcer un discours en sanskrit à l'occasion d'une conférence de yoga. En 1975, il resta quatre mois à Encinitas, en Californie, marquant le début de l'Ashtanga yoga aux États-Unis. Il revint aux États-Unis à plusieurs reprises au cours des 20 années qui suivirent, pour enseigner le yoga à Encinatas et ailleurs.
Il écrivit son unique livre Yoga Mala, en Kannada en 1958, et il fut publié en 1962, mais ne il ne paraîtra en anglais qu'en 1999. Un film est réalisé sur lui par Robert Wilkins.
Jois continua d'enseigner à l'Ashtanga Yoga Research Institute de Mysore, situé dans le quartier de Gokulam, avec sa fille unique Saraswathi Rangaswamy (née en 1941) et son petit-fils Sharath (né en 1971), jusqu'à son décès de causes naturelles, à l'âge de 93 ans, à Mysore.